# Ksenagora
Ksenagora (grč. Xenagoras) je bio Karijac iz Halikarnasa koji je živio tijekom 5. stoljeća pr. Kr. Spominje se u Herodotovim djelima, gdje se navodi kako se Ksenagora nakon bitke kod Mikale (479. pr. Kr.) zajedno s perzijskim generalima povlačio u grad Sard, prilikom čega je spasio život princu Masistu kojeg je pokušao ubiti Artaint. Zbog njegovih zasluga, Ksenagoru je perzijski vladar odnosno Masistov brat Kserkso imenovao satrapom Cilicije.
Vjerodostojnost Herodotova navoda kako je Ksenagora vladao kao satrap Cilicije može biti upitna, pogotovo ako uzmemo u obzir kako su tom pokrajinom vladali lokalni vođe poznati kao syennesis. Međutim, sama činjenica kako je Kserkso imenovao neperzijskog namjesnika nije neobična, budući kako su Perzijanci često na mjesto satrapa imenovali lokalne ljude. Osim toga, grčki dramatičar Eshil u svome djelu (književnom, a ne povijesnom) „Perzijanci“ spominje smrt cilicijskih vojskovođa kod Salamine, zbog čega se da pretpostaviti kako je mjesto cilicijskog vladara vjerojatno bilo upražnjeno. Također, ostali povijesni izvori tvrde kako su Cilicijanci održavali dinastijske veze s Karijcima, kojima je pripadao i sam Ksenagora.
Budući kako je Ksenagora spasio život perzijskom princu Masistu, očito kako se sam perzijski veliki kralj Kserkso osjećao dužnikom prema Ksenagori zbog čega ga je promaknuo na mjesto cilicijskog satrapa.

## Poveznice
- Kserkso
- Masist
- Bitka kod Salamine
- Cilicija

## Vanjske poveznice
- Herodot: „Povijesti“, IX. 107.
- Cilicija (enciklopedija Iranica, Michael Weiskopf)  Arhivirana inačica izvorne stranice od 18. studenoga 2007. (Wayback Machine)
- Gabriel Herman: Ritualised Friendship and the Greek City, izdavač: Cambridge University Press, 2002., str. 122.
- Pierre Briant: „Od Kira do Aleksandra: Povijest Perzijskog Carstva“ (From Cyrus to Alexander: A History of the Persian Empire), preveo Peter Daniels, Indiana: Eisenbrauns, 2002., str. 560.